# ドラゴンボール エピソード オブ バーダック
『ドラゴンボール エピソード オブ バーダック』（DRAGON BALL EPISODE of BARDOCK）は、鳥山明原作・監修、オオイシナホ作画による日本の漫画。『ドラゴンボール』のスピンオフ作品。

## 概要
『Vジャンプ』（集英社）にて2011年8月号から10月号まで3号連続集中連載。また、『最強ジャンプ』2011年夏号にも第1話が再掲載された。ゲーム『ドラゴンボールヒーローズ』第5弾スペシャルボスミッションと連動した企画で、テレビスペシャル『ドラゴンボールZ たったひとりの最終決戦〜フリーザに挑んだZ戦士 孫悟空の父〜』直後のエピソードに当たり、原作およびアニメでは描かれなかったバーダックが超サイヤ人となった経緯が描かれた。
本作について作者のオオイシナホはIFストーリーとコメントしている。『ドラゴンボール超全集』の年表ではバーダックが過去に飛ばされたことが表記されているが、これが超サイヤ人伝説の始まりなのかは明確にされていない。伝説の真相に関しては2013年に公開された映画『神と神』において、鳥山明が綿密に設定を書き起こした超サイヤ人の伝説、そしてそれすら超える救世主の詳細が判明している。
イパナ、ベリー、チルドは、原作・監修の鳥山明がデザインしている。
連載時にはチルドが絶命したところで物語は完結したが、2012年4月号のVジャンプにまとめて収録され、チルドを倒したバーダックが仲間の無念を晴らせたことを思い、変身を解いた後に村を去るシーンが加筆された。2014年3月号の最強ジャンプでは付録として一冊にコミックス化され、鳥山の特別インタビューやオオイシのオマケ漫画が追加された。

## ストーリー
ボスであるフリーザから攻撃を受け、惑星ベジータと共に消滅したと思われたバーダック。しかし、彼が目覚めてみるとそこは惑星ベジータと呼ばれる以前の過去の惑星プラントにいたのであった。一方、宇宙海賊チルドが惑星プラントの侵略を企てていた。

## 登場人物
- ナレーション - 八奈見乗児

### サイヤ人
バーダック
声 - 野沢雅子　
カカロット（孫悟空）とラディッツの父に当たるサイヤ人。フリーザによって惑星ベジータと共に葬られたと思われたが、その直後、何らかの出来事によって過去の惑星プラントに飛ばされる。村で暴れるチルドの手下を倒したため感謝され、洞穴に食事と薬を持ってくるベリーと接するうち次第に穏やかになっていった。惑星プラントを征服しにきたチルドをフリーザと勘違いして挑むも全く歯が立たなかったが、自身の不甲斐無さや仲間を殺したフリーザへの怒り、ベリーを傷つけられた怒りで超サイヤ人に覚醒。チルドを倒し惑星プラントの危機を救い去っていった。最後に流れるナレーションでは「これが超サイヤ人伝説の始まりになったのか、それは定かではない」と解説されている。

### 惑星プラントの住人
はるか昔の惑星プラントの先住民族。同じく惑星プラントの先住民族であるはずのツフル人とは身体的特徴が異なり、関連は明かされていない。
イパナ
声 - 江原正士
惑星プラントの村で医者をしている。医療に使っている秘伝の薬は、バーダックいわくメディカルマシーンの液体にそっくりとのこと。
ベリー
声 - 桑島法子
バーダックを助けたイパナの息子。普段は騒がしいが、人見知りがち。毎日バーダックに食事を運んでいるうちに彼と親しくなり、彼を傷付けるチルドに立ち向かい、攻撃を受けたがこれが引き金となり、バーダックを超サイヤ人へと覚醒させた。
村人
声 - 佐々木智代、照井春佳、平尾明香

### チルド一味
チルドをリーダーとする宇宙海賊。アニメ版では部下は左腕にビーム銃を装備している。惑星プラントを小汚い星と見下していたが、傷薬などに感心し目をつけていた。
チルド
声 - 中尾隆聖（アニメ、ゲーム『レジェンズ』） / 茶風林（ゲーム『ヒーローズ』）
惑星プラントを征服に来た宇宙海賊のリーダー。フリーザの先祖であり第一形態のフリーザによく似た姿をしている。宇宙最強を自称し自分の前に部下が立つ程度で殺してしまうほどプライドが高い。なお、アニメでは宇宙船到着シーンや部下の殺害シーンは描かれず、チルドのシーンは船内での登場シーンから部下を引き連れての飛行シーンへと場面が変わっている。
フリーザの最終形態と同じく一人称は「ボク」だが、口調はフリーザに比べ子供っぽい。また激怒しても一人称は変わらないが、感情的になると乱暴な話し方になるところはフリーザと同様。バーダックを圧倒する実力を見せるも、超サイヤ人となったバーダックに返り討ちにされ、一族に向け「金色に変化するサイヤ人に気をつけろ」と遺言を残し息絶える。遺言はフリーザ一族に語り継がれることとなったが、子孫であるフリーザは後に超サイヤ人として現れる孫悟空やトランクスに倒されてしまう。チルドは、漫画ではエネルギー波の撃ち合いで押し返され一撃で倒されているが、アニメではバーダックの攻撃を何度もくらった後、上空に投げ出されて撃ち合いになるシーンになっている。追い詰められた末に激昂し、惑星プラントごとバーダックを殺そうとするが上述のようにエネルギー波によって押し返され、宇宙まで吹き飛ばされ敗北。
『ドラゴンボールヒーローズ』では、声優・口調・一人称などが漫画と異なっている。チルドと対戦するスペシャルチャレンジミッションが配信された。ゲームでの技は「デスレイザー」など。
トービ
声 - 平井啓二
チルドの部下。惑星プラント征服の尖兵であったが、バーダックに倒される。漫画とアニメでは倒され方が異なる。
『ドラゴンボールヒーローズ』でも、チルドの部下として登場。ゲームでの必殺技はバッドストライク。
『ドラゴンボールZ ドッカンバトル』では漫画・アニメと同じ容姿だが、『ドラゴンボールヒーローズ』では容姿が異なる。
キャビラ
声 - 石川和之
チルドの部下。トービ同様バーダックに倒される。トービ同様、漫画とアニメでは倒され方が異なる。
チルドの部下
声 - 島﨑信長、宮崎寛務

### フリーザ一味
万が一の脅威になる可能性のあったサイヤ人を惑星ベジータともども破壊する。経緯はアニメと同様だが、バーダックとフリーザとの会話内容など放映当時と細部は異なる。漫画ではバーダックには直接攻撃を行わず彼の目の前で先に惑星ベジータを破壊。アニメでは『ドラゴンボール改』と同じ声優が演じている。
- フリーザ - 中尾隆聖
- ドドリア - 長嶝高士
- ザーボン - 三浦祥朗

## アニメ
2012年には『DRAGONBALL SSSS PROJECT（ドラゴンボールフォースプロジェクト）』の一環としてアニメ化。2011年12月17、18日開催の『ジャンプフェスタ'12』で先行上映、フォースプロジェクト公式サイトでも配信された。上映時間約20分。『最強ジャンプ』2012年3月号に付録として『超サイヤ人絶滅計画』と共にDVDソフト化。

### スタッフ
- 製作 - 鳥嶋和彦
- 原作 - 鳥山明
- 企画 - 関弘美、若林豪
- 企画協力 - 伊能昭夫（最強ジャンプ編集部）、寺師大輔（Vジャンプ編集部）、オオイシナホ
- 脚本 - 小山真
- 音楽 - 高木洋
- 制作担当 - 稲垣哲雄
- キャラクターデザイン・作画監督 - 山室直儀
- 原画 - 井手武生、大西亮、宍戸望、田中伸昭、島貫正弘、山室直儀
- 第二原画 - 太田晃博、紅野華奈
- 動画 - Toei Phils.、かぐら、A-Line、馬渡久史
- 色彩設計 - 澤田豊二
- デジタル彩色 - Toei Phils.、かぐら、A-Line
- デジタル特殊効果 - 太田直、牛山裕美、河内正行、勝岡稔夫、星野健
- 動画仕上進行 - 村上昌裕
- 美術監督 - 行信三
- 背景 - 杦浦正一郎、斉藤信二、大谷正信、木下千春、赤保谷則子、山本真生、勝又アイ子
- 音響効果 - 新井秀徳（フィズサウンド）
- 選曲 - 神保直史（オーディオ・タナカ）
- 演出 - 上田芳裕
- 制作 - 東映アニメーション